# Jan Polack

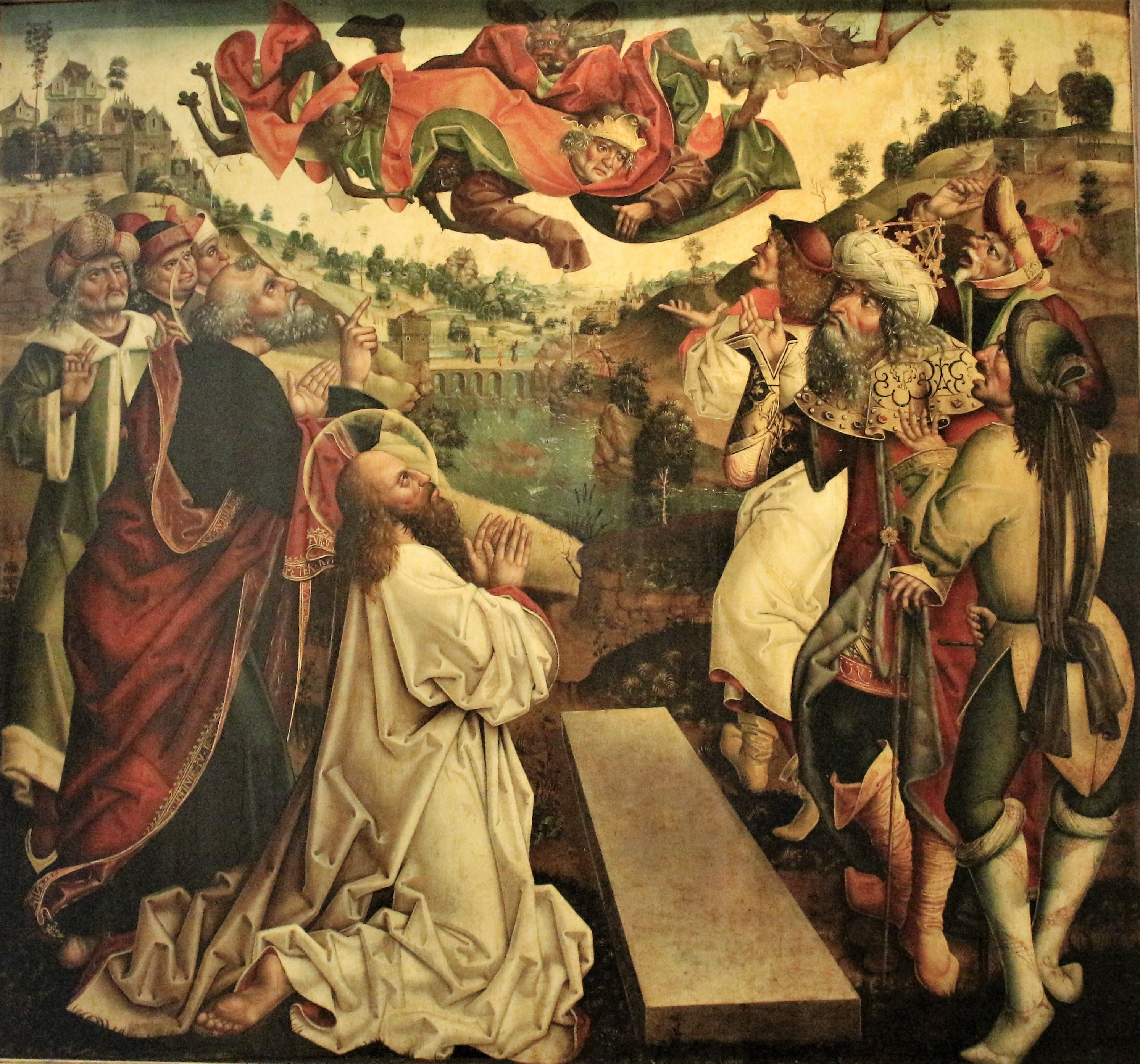
Jan Polack, Tafel vom Münchener Petri-Altar, um 1490

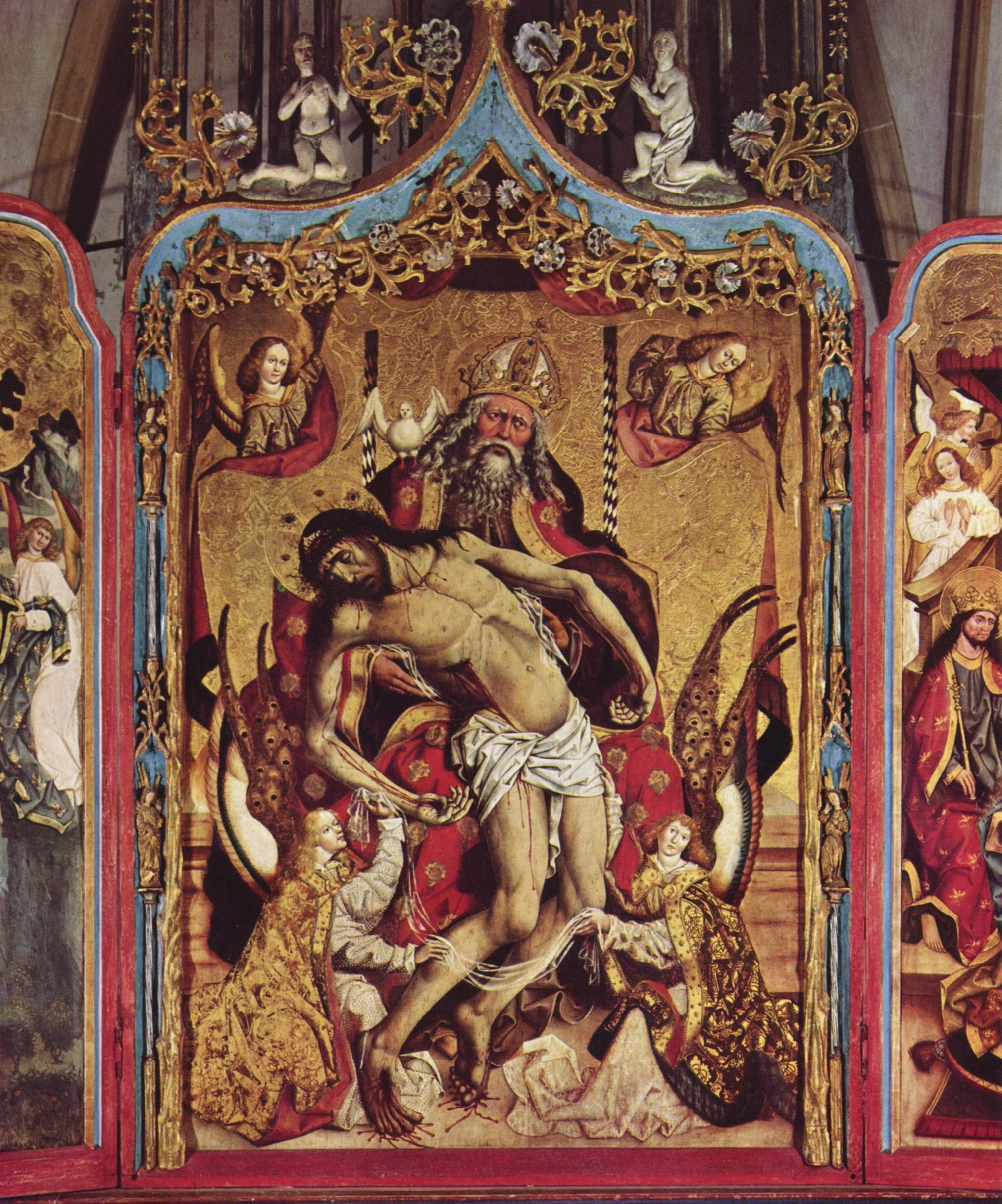
Hochaltar in der Schlosskapelle Blutenburg, 1491, sog. ‚Gnadenstuhl‘

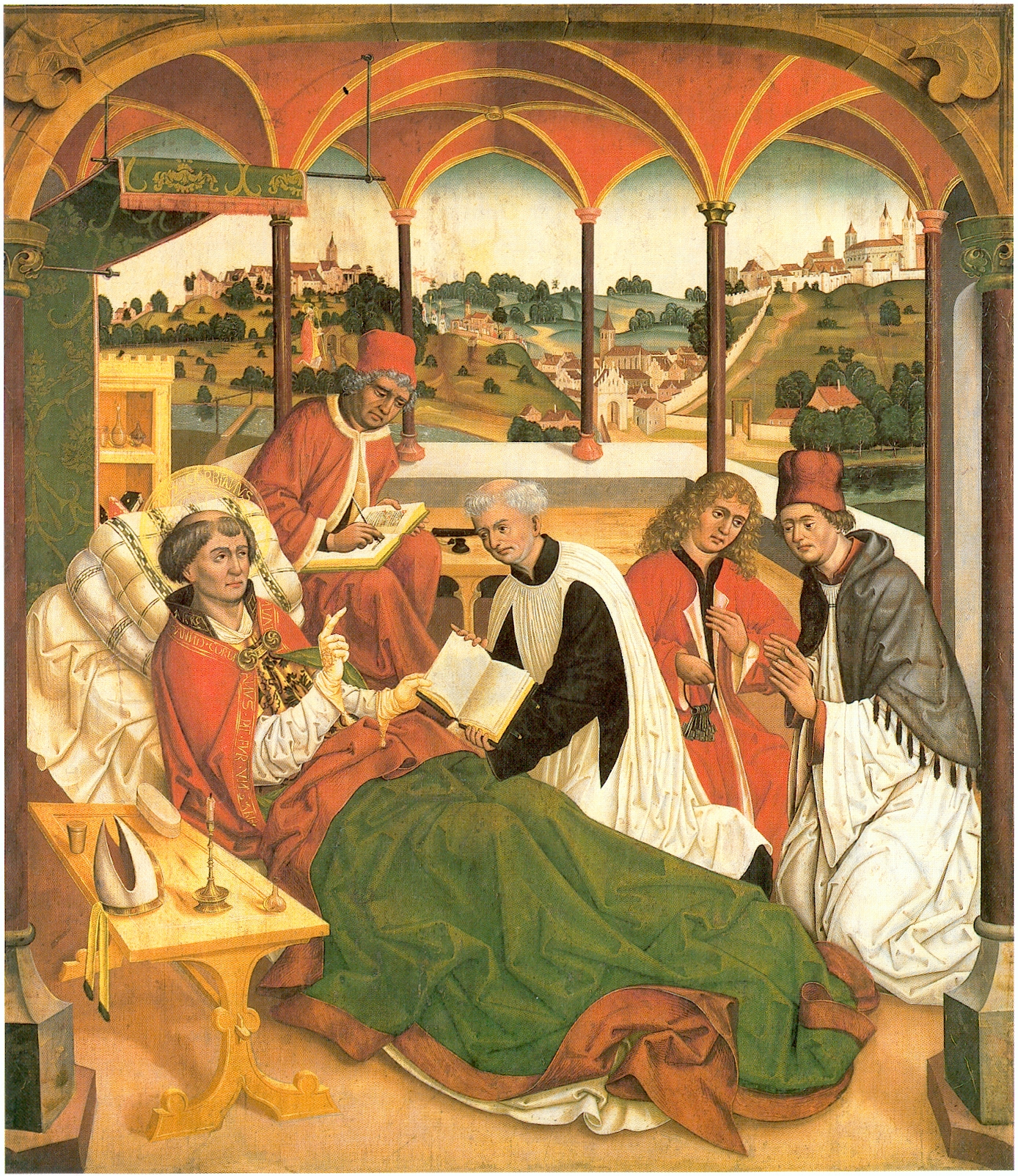
Jan Polack, Flügel vom Hochaltar in Weihenstephan (um 1482/1489)

Jan Polack (* ca. 1450 vielleicht in Krakau; † 1519 in München; auch Pollack, Pöllack, Polegkh, Polak, Joannes Alasco Polonus) war ein ab etwa 1475 in München tätiger Maler der Spätgotik, der intensiv Stilelemente der Ars Nova der Niederlande rezipierte.

## Herkunft
Aufgrund seines Nachnamens wird angenommen, dass er aus Polen stammte; umstritten ist, ob er dort auch länger gearbeitet hat. Nach seiner Lehre ging er auf Wanderschaft nach Franken und vermutlich auch weiter in die Niederlande, kam dann etwa um 1475 nach München, wo er sich niederließ und schon 1478 seine eigene Werkstatt gründete. Sein erster nachweisbarer Auftrag war der Freskenzyklus im Chor von St. Wolfgang in Pipping bei München. 1482 findet man seinen Namen auch im Steuerregister der Stadt München, wobei genauere Angaben der vorhergehenden Jahre fehlen, da die Annalen von 1462–1481 nicht mehr vorhanden sind.

## Werk
Polack gilt als einer der bedeutendsten und produktionsstärksten Maler der Spätgotik im Münchner Raum, dessen Werk noch nachhaltigen Einfluss auf die folgende Malergeneration ausübte und auch überregionale Bedeutung erlangte. Zuvor waren die neuen Stilelemente der altniederländischen Ars Nova ab etwa 1440 in München durch Maler wie Gabriel Angler, dem Meister der Pollinger Tafeln und Gabriel Mälesskircher eingeführt worden. An diese Stiltradition knüpfte Polack an und bereicherte sie.
Nach der vermuteten Heirat mit der Tochter des Münchner Glasmalers ‚Meister Martin‘, in dessen Werkstatt Polack mitarbeitete, war er ein mit allen Rechten ausgestatteter angesehener Bürger der Stadt und wurde über einen größeren Zeitraum als Vorstand der Malerzunft gewählt (von 1485 bis 1519), was auf seine große Anerkennung unter seinen Malerkollegen zurückzuführen ist.
Polack erwarb seine Kenntnisse auf dem Gebiet der damaligen Malerei als Geselle auf der Wanderschaft in die Malerzentren seiner Zeit, wobei seine Arbeiten von den Nürnberger Meistern Hans Pleydenwurff, Michael Wohlgemut und auch den Bildhauer Veit Stoß beeinflusst sein könnten. Mit dem fast gleichzeitig in München niedergelassenen Bildschnitzer Erasmus Grasser verband ihn eine enge Beziehung, die auf der gemeinsamen Ausgestaltung von Altarwerken durch die Art der Kombination von Bild- und Schnitzkunst, die damals üblich war, beruhte.
In seiner Schaffenszeit fertigte Polack in seiner Malerwerkstatt zahlreiche mehrteilige wandelbare Flügel-Altäre, einzelne Tafelbilder sowie Fresken. Seit 1488 war er der öffentlich „bestallte“ Stadtmaler von München und zusätzlich mit der Anfertigung von Fresken an den Stadttoren beauftragt. Urkundlich gesicherte und erhaltene Werke aus seiner Hand sind der mehrflügelige Hochaltar für Weihenstephan bei Freising, entstanden zwischen 1482/83 und 1489, dessen fünf von ursprünglich acht Tafeln heute im Dombergmuseum in Freising und in der Bayerischen Staatsgemäldesammlung in München aufbewahrt werden, die Gemälde vom Hochaltar in Schloss Blutenburg (1491) mit dem berühmten Gnadenstuhl sowie die Altarflügel der ehemaligen Münchener Franziskanerkirche St. Antonius (Barfüßerorden) von 1491/92, die nach dem Abriss im Museum verwahrt werden. Ebenso ging der mehrflügelige Hochaltar der Münchner Stadtpfarrkirche St. Peter am Petersplatz, gefertigt um 1490, aus seiner Werkstätte hervor. Einzelne Tafeln aus der Peterslegende finden sich noch an der Wand im Altarraum der Kirche.
Andere urkundlich belegte Arbeiten, vor allem die Fresken in München, sind altersbedingt natürlich nicht mehr vorhanden, bezogen sich aber auf den inneren Stadtmauerring der Befestigung um München im Mittelalter (Stadttore).